# Ronald Jansen
Franciscus Ronaldus „Ronald“ Maria Jansen (* 30. Dezember 1963 in Sint-Michielsgestel) ist ein ehemaliger niederländischer Hockeyspieler, der bei den Olympischen Spielen 1996 und 2000 sowie der Weltmeisterschaft 1998 jeweils die Goldmedaille gewann.

## Sportliche Karriere
Der 1,75 m große Ronald Jansen stand in 183 Länderspielen im Tor der niederländischen Nationalmannschaft.
Zu Beginn seiner internationalen Karriere war Jansen Ersatztorwart hinter Frank Leistra. Seine erste internationale Medaille gewann Jansen bei der Europameisterschaft 1987 in London. Die Niederländer belegten in der Vorrunde den zweiten Platz hinter der englischen Mannschaft. Im Finale trafen die beiden Mannschaften erneut aufeinander und die Niederländer gewannen nach Siebenmeterschießen.
Bei den Olympischen Spielen 1988 in Seoul belegten die Niederländer in der Vorrunde den zweiten Platz hinter den Australiern. Im Halbfinale unterlagen die Niederländer der deutschen Mannschaft mit 1:2. Da auch die Australier ihr Halbfinale gegen die Briten verloren, trafen die Australier und die Niederländer im Spiel um den dritten Platz erneut aufeinander. Die Niederländer gewannen mit 2:1. Jansen kam in den beiden Vorrundenspielen gegen Australien und Kenia zum Einsatz.
Bei den Olympischen Spielen 1992 war Bart Looije zweiter Torwart hinter Frank Leistra.
Bei der Weltmeisterschaft 1994 in Sydney war Jansen erstmals Stammtorhüter der niederländischen Mannschaft, als Ersatztorwart war Erik Jan de Rooy dabei. Die Niederländer gewannen ihre Vorrundengruppe und bezwangen im Halbfinale die Australier mit 3:1. Im Finale trafen sie auf die Mannschaft Pakistans und unterlagen im Penaltyschießen.
1996 bei den Olympischen Spielen in Atlanta war Guus Vogels Ersatztorwart hinter Ronald Jansen. In Atlanta gewannen die Niederländer ihre Vorrundengruppe und bezwangen im Halbfinale die Deutschen mit 3:1. Im Finale siegten sie mit 3:1 über die spanische Mannschaft. Zwei Jahre später unterlagen die Niederländer bei der Weltmeisterschaft 1998 in Utrecht in der Vorrunde gegen die Deutschen, erreichten aber den zweiten Platz in ihrer Vorrundengruppe. Im Halbfinale bezwangen sie die australische Mannschaft mit 6:2 und trafen im Finale auf die Spanier. Die Niederländer gewannen mit 3:2 nach Verlängerung.
Bei seiner dritten Olympiateilnahme 2000 in Sydney belegten die Niederländer in der Vorrunde den zweiten Platz hinter Pakistan, wobei sie nur durch das gegenüber den Deutschen bessere Torverhältnis ins Halbfinale aufrückten. Im Halbfinale gegen die Briten gewannen die Niederländer genauso durch Penaltyschießen wie im Finale gegen die Südkoreaner.
Ronald Jansens 1999 geborene Tochter Yibbi Jansen debütierte 2018 in der niederländischen Nationalmannschaft, sie spielt Verteidigerin oder im Mittelfeld.